# گرنداش
گِرِنداش (به مجاری:  Gerendás) یک منطقهٔ مسکونی در مجارستان است که در ناحیه بِکِش‌چابا واقع شده‌است. گرنداش ۴۰٫۷۸ کیلومتر مربع مساحت و ۱٬۵۷۶ نفر جمعیت دارد.